# A világ végén
A világ végén a magyar Bikini együttes 1999-ben megjelent nagylemeze. Ez volt a tizedik nagylemezük, az Ős-Bikini lemezeket nem számítva a nyolcadik. Ezen az albumon mutatkozott be Mihalik Viktor dobos, és itt játszott először teljes jogú tagként Makovics Dénes szaxofonon. A korábbi lemezeikhez képest egy lágyabb hangzású anyag készült, amelyen nagy szerepet kaptak a billentyűs hangszerek illetve a szaxofon.

## Számok listája
| #  | Cím                    | Szerző                                      | Hossz |
| -- | ---------------------- | ------------------------------------------- | ----- |
| 1  | Telihold               | Katona László - Németh Alajos               | 5:07  |
| 2  | Tovább                 | Daczi Zsolt - Katona László                 | 4:44  |
| 3  | Népmese                | Daczi Zsolt - Katona László - Németh Alajos | 4:54  |
| 4  | Parancs                | Katona László - Németh Alajos               | 4:40  |
| 5  | A bárányok hallgatnak  | Katona László - Németh Alajos               | 3:27  |
| 6  | Úgy hiányzik pár dolog | Daczi Zsolt - Katona László                 | 5:21  |
| 7  | Kedves dal             | Katona László - Németh Alajos               | 6:25  |
| 8  | Boldog vagyok          | Daczi Zsolt - Katona László - Németh Alajos | 4:34  |
| 9  | Könnycsepp a mennyből  | Katona László - Németh Alajos               | 4:46  |
| 10 | Zuhanás                | Németh Alajos                               | 5:42  |
| 11 | A világ végén          | Dévényi Ádám - Németh Alajos                | 5:34  |

## Közreműködtek
Bikini együttes:
- D. Nagy Lajos - ének, vokál
- Németh Alajos - basszusgitár, billentyűs hangszerek
- Daczi Zsolt - gitár
- Gallai Péter  - billentyűs hangszerek, vokál
- Makovics Dénes - szaxofon
- Mihalik Viktor - dob, ütőhangszerek
- Kovács Gábor - billentyűs hangszerek